# Loga (Leer)
Loga is van oorsprong een dorp in de Duitse deelstaat Nedersaksen. Het dorp en de omgeving is tegenwoordig een onderdeel van de stad Leer. Loga ligt aan de noordoever van de Leda. Ten zuiden van het dorp mondt de Jümme in de Leda uit.
Loga wordt al genoemd in een Urbar (register van grondbezit e.d.) van het klooster Werden uit 930. Het oorspronkelijke dorp heeft een kerk  uit de dertiende eeuw. Sinds de reformatie is dit een hervormde kerk. In de negentiende eeuw kreeg Loga ook een Lutherse kerk.

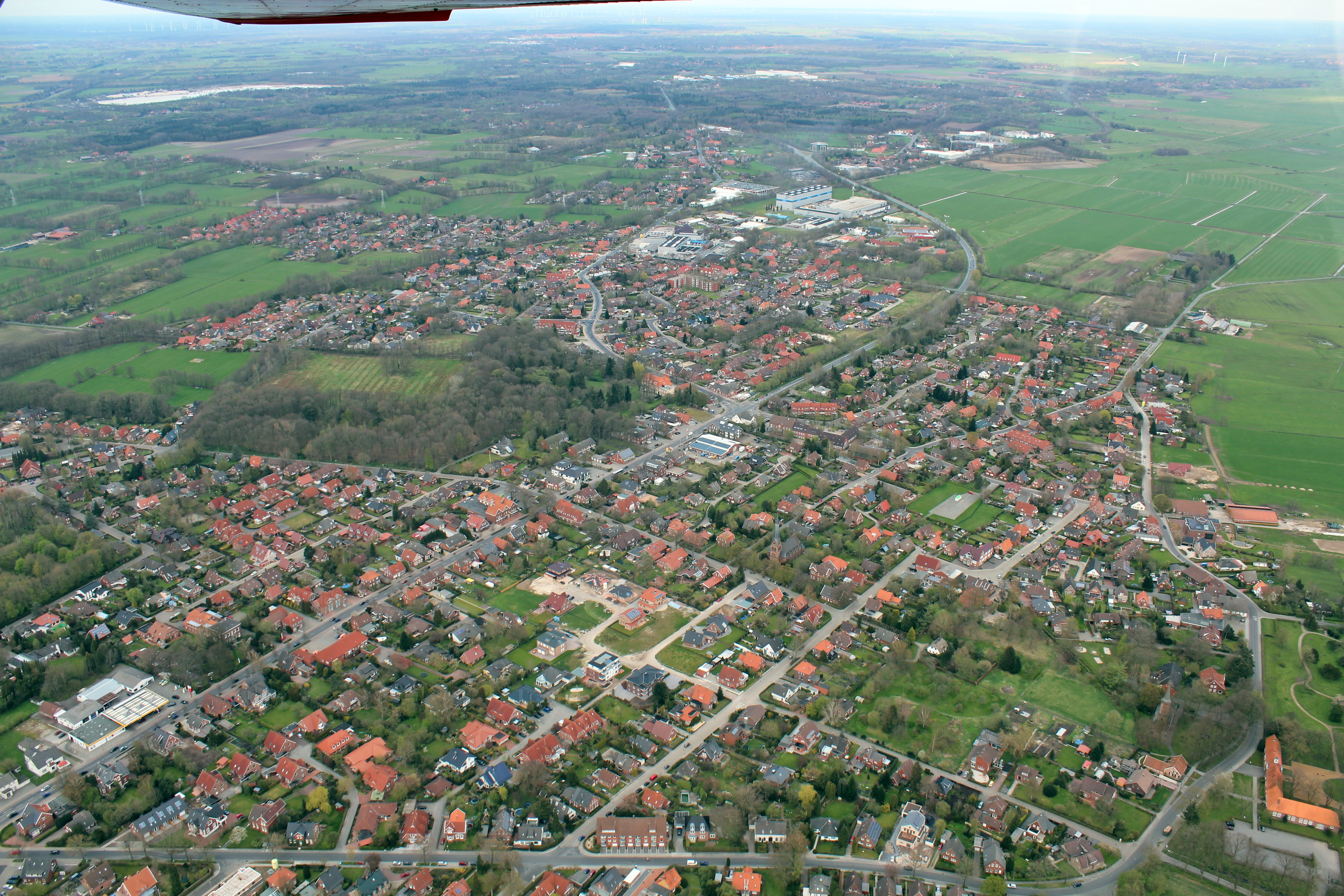
Luchtfoto van Loga en op de achtergrond Logabirum
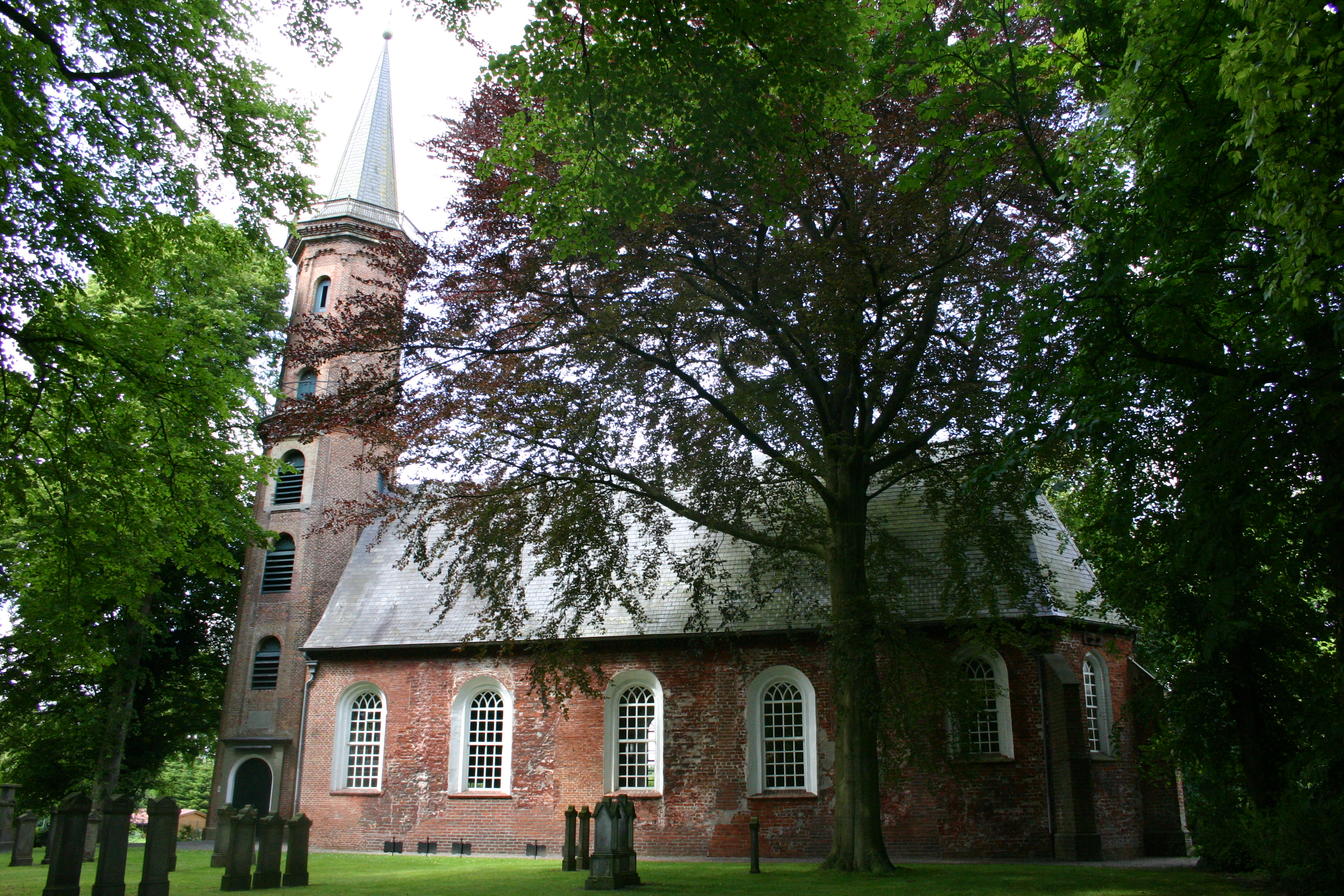
Hervormde kerk van Loga
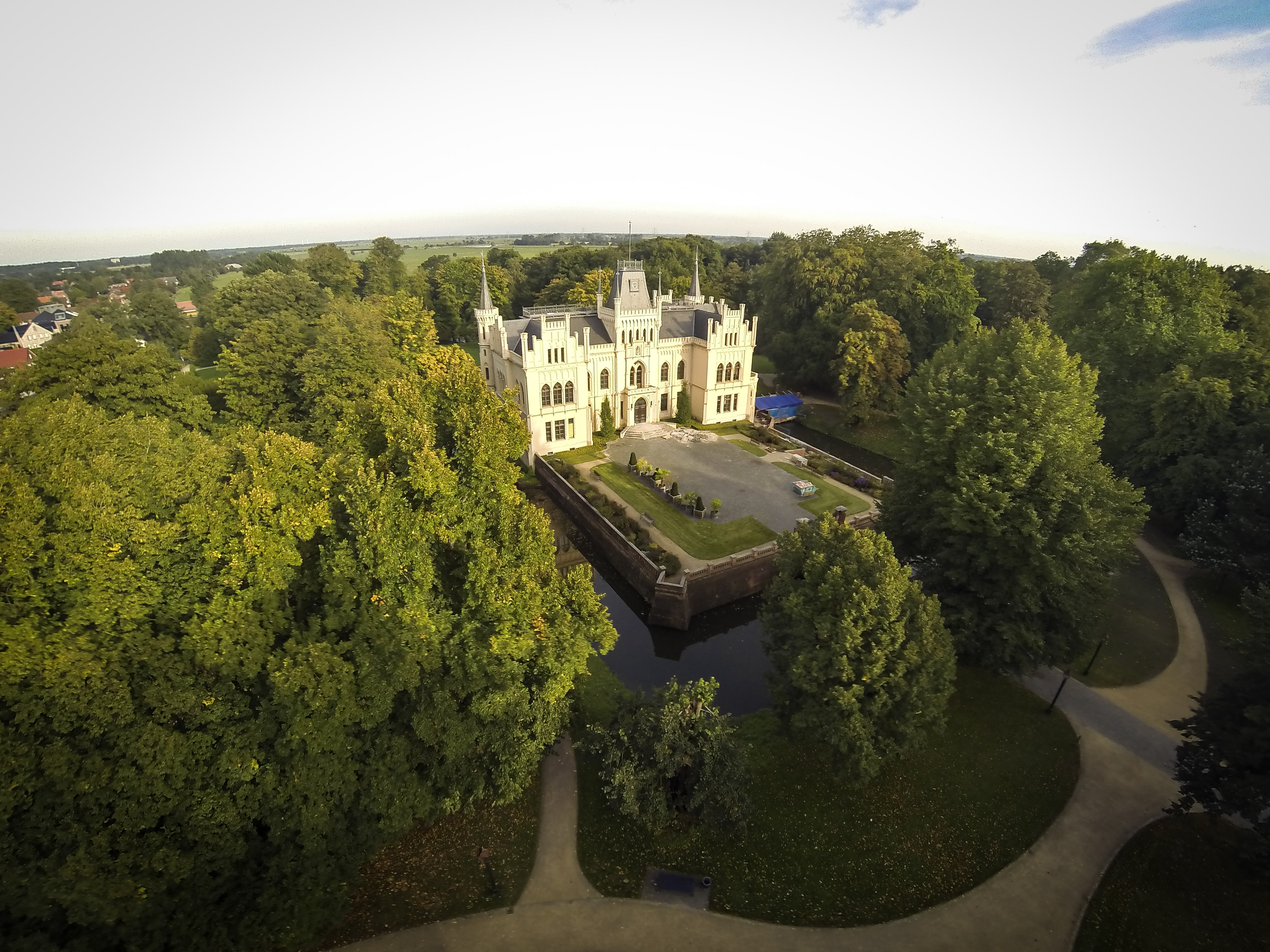
Kasteel Evenburg
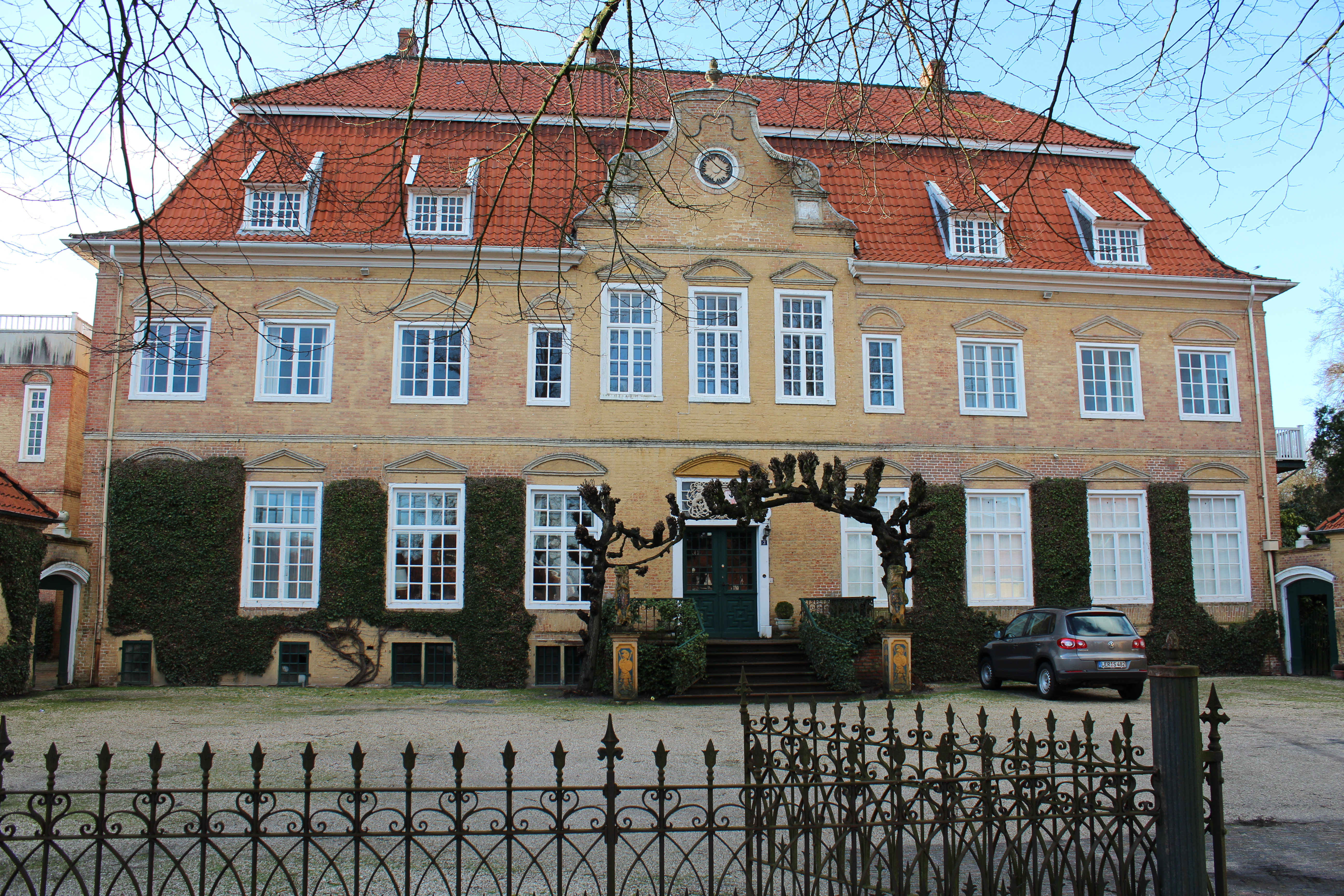
Philippsburg (1730)

In Loga staan 2 burchten: Kasteel Evenburg en Philippsburg.
Jürgen Ahrend Orgelbau is een kerkorgelbouw- en restauratiebedrijf in Loga, dat een goede reputatie heeft en ook orgels in Nederland restaureert. Zie o.a. de foto van het kerkorgel onder: Kerk van Oldersum.